# Abu-l-Baqà Khàlid
|  | Per a altres significats, vegeu «Abu-l-Baqà Khàlid II». |

Abu-l-Baqà Khàlid (I) an-Nàssir (àrab: أبو البقاء خالد الناصر, Abū l-Baqāʾ Ḫālid an-Nāṣir) fou emir hàfsida de Bugia, fill i successor el 1301 del seu pare Abu-Zakariyyà Yahya III i net d'Ibrahim I.
Abu-l-Baqà Khàlid I es va acostar a Abu Asida Muhammad II ben Yahya II emir hàfsida de Tunis, amb el qual finalment va arribar a un acord; es va signar un tractat pel qual el primer que morís seria succeït per l'altre (1307 o 1308). Abu Asida va morir el 1309 i segons el tractat signat, Abul Baka Khalid I ben Yahya III havia de ser proclamat emir, però un fill d'Abu Faris ben Ibrahim I, de nom Abu Yahya Abu Bakr I al-Shahid fou proclamat pels xeics almohades de Tunis. Disset dies va trigar Abul Baka a eliminar el seu rival i fer-se amo de Tunis. Però el seu germà Abu-Yahya Abu-Bakr II, nomenat governador de Constantina el 1309, es va proclamar emir. Abu-l-Baqà fou deposat pel xeic almohade Zakariya I ben al-Lihyani (1311); el germà del deposat, Abu Yahya Abu Bakr II de Constantina, es va apoderar de Bugia i es va fer emir independent (1312).